# Paul Armand Silvestre
Paul Armand Silvestre (Parigi, 1837 – Tolosa, 1901) è stato uno scrittore francese.

## Biografia
Fu autore di una trilogia di raccolte comiche che comprendeva i tre libri I conti grassocci (1883), I conti pantagruelici e galanti (1884), I conti audaci (1890). Dal 21/07/2017 è membro onorario dei QBA, insignito a Tolosa del "Cappello d'onore", massima onorificenza del gruppo 
Membro sui generis del movimento Le Parnasse contemporain, nel 1893 scrisse il dramma Saffo.